# باب دانسکین
باب دانسکین (انگلیسی: Bob Danskin; ۲۸ مهٔ ۱۹۰۸ – ۱۴ سپتامبر ۱۹۸۵) بازیکن فوتبال اهل بریتانیا بود.
از باشگاه‌هایی که در آن بازی کرده‌است می‌توان به باشگاه فوتبال برافورد پارک آونیو و باشگاه فوتبال لیدز یونایتد اشاره کرد.